# Orgyia
Orgyia és un gènere de lepidòpters ditrisis de la família dels erèbids (Erebidae), subfamília Lymantriinae.

## Taxonomia
- Orgyia albofasciata  (Schintlmeister, 1994)
- Orgyia amphideta  (Turner, 1902)
- Orgyia anartoides  (Walker, 1855)
- Orgyia antiqua  (Linnaeus, 1758)
- Orgyia antiquoides  (Hübner, 1822)
- Orgyia araea  (Collenette, 1932)
- Orgyia ariadne  (Schintlmeister, 1994)
- Orgyia athlophora Turner, 1921
- Orgyia aurolimbata Guenée, 1835
- Orgyia australis Walker, 1855
- Orgyia basinigra  (Heylaerts, 1892)
- Orgyia cana H. Edwards, 1881
- Orgyia chionitis  (Turner, 1902)
- Orgyia corsica  (Boisduval, 1834)
- Orgyia definita Packard, [1865]
- Orgyia detrita Guérin-Méneville, [1832]
- Orgyia dewara Swinhoe, 1903
- Orgyia diplosticta  (Collenette, 1933)
- Orgyia dubia  (Tauscher, 1806)
- Orgyia falcata Schaus, 1896
- Orgyia fulviceps  (Walker, 1855)
- Orgyia josephina Austaut, 1880
- Orgyia leptotypa  (Turner, 1904)
- Orgyia leucostigma  (Smith, 1797)
- Orgyia leuschneri Riotte, 1972
- Orgyia magna Ferguson, 1978
- Orgyia osseana Walker, 1862
- Orgyia papuana Riotte, 1976
- Orgyia pelodes  (Lower, 1893)
- Orgyia postica  (Walker, 1855)
- Orgyia pseudotsugata  (McDunnough, 1921)
- Orgyia recens  (Hübner, 1819)
- Orgyia rupestris Rambur, 1832
- Orgyia sarramea Holloway
- Orgyia semiochrea  (Herrich-Schäffer, [1855])
- Orgyia splendida  (Rambur, 1842)
- Orgyia thyellina Butler, 1881
- Orgyia trigotephras Boisduval, 1829
- Orgyia turbata Butler, 1879
- Orgyia vetusta Boisduval, 1852

## Galeria

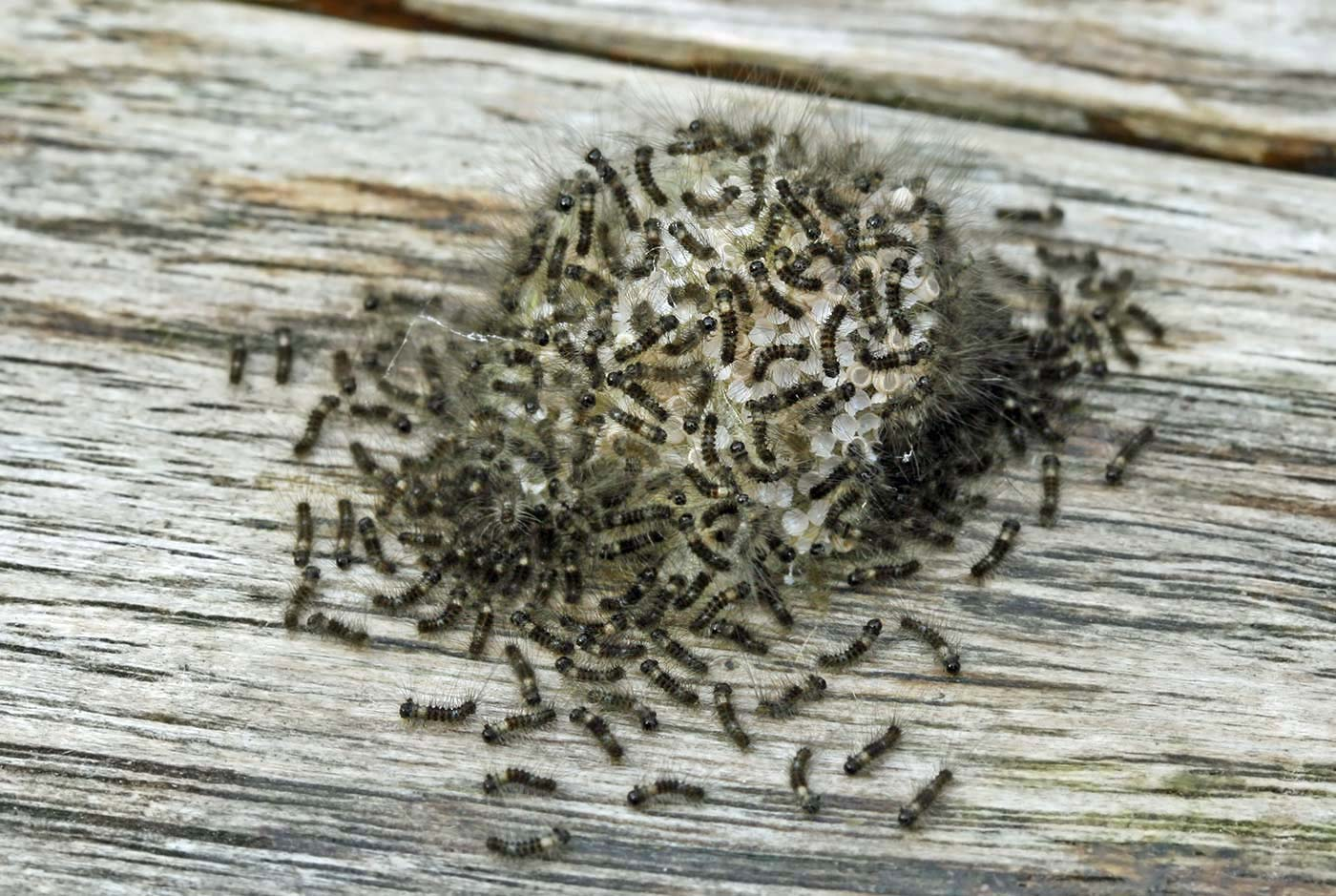
Orgyia antiqua larves joves
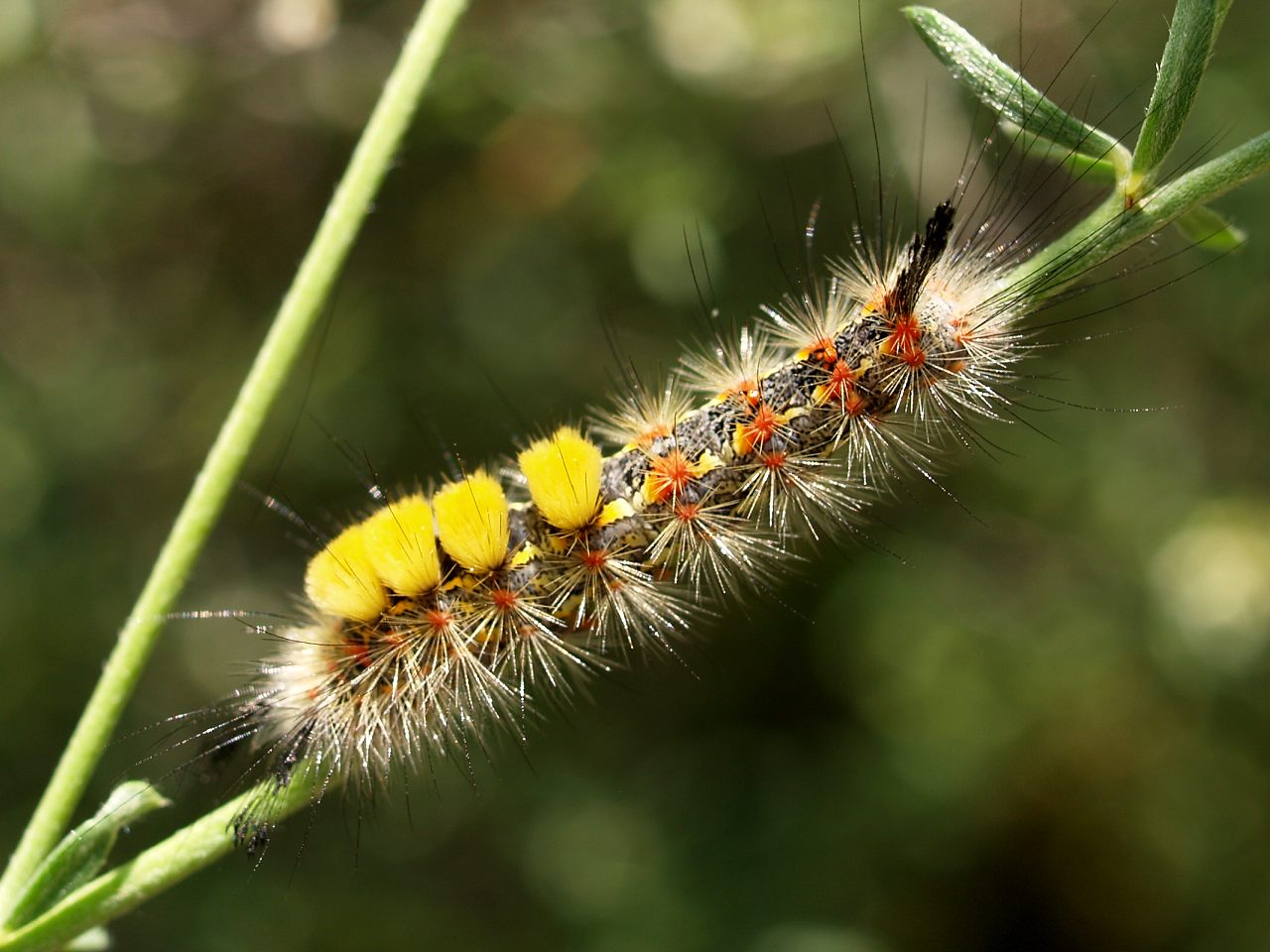
Orgyia antiqua larva
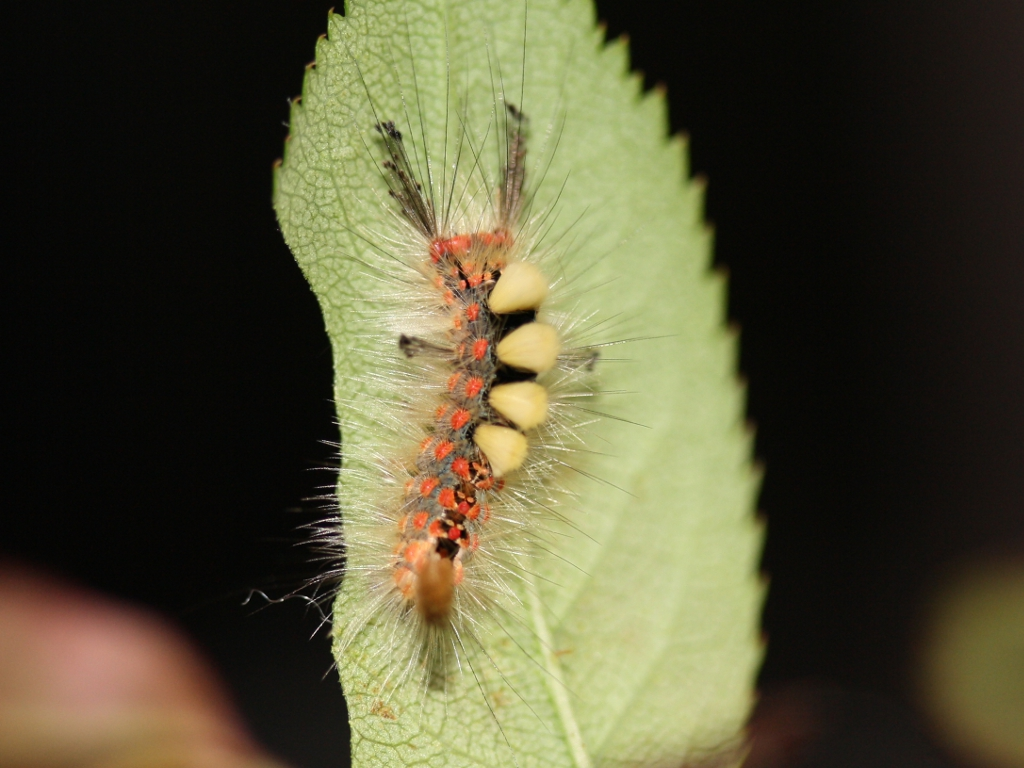
Orgyia antiqua larva
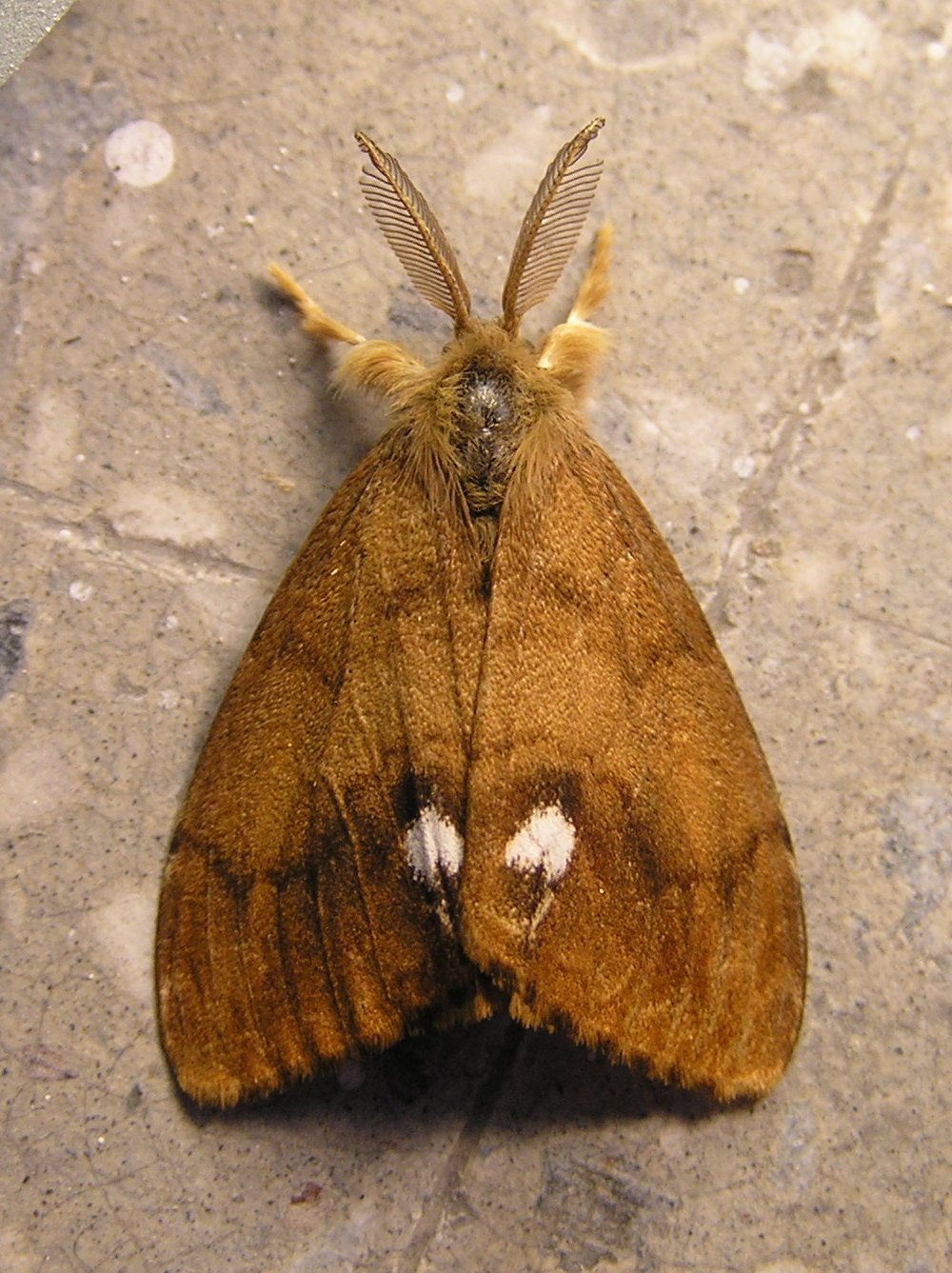
Orgyia antiqua mascle
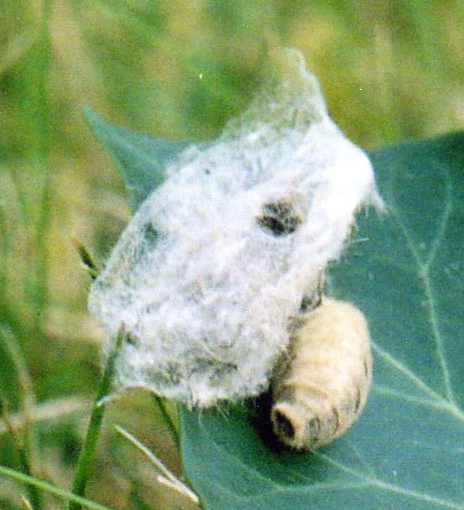
Orgyia antiqua femella